# اندازه‌گیری باقی‌مانده آفت‌کش‌ها در محصولات کشاورزی
اندازه‌گیری باقی‌مانده آفت‌کش‌ها در محصولات کشاورزی کتابی به نویسندگی خلیل طالبی‌جهرمی و سیداحسان ترابی است که در سال ۱۳۹۷ توسط نشر دانشگاه تهران به زبان فارسی منشتر شد. این کتاب در زمینه کشاورزی بوده و در زمستان ۱۳۹۸ در فهرست نامزدهای دریافت جایزه کتاب سال قرار گرفت.
کتاب اندازه‌گیری باقی‌مانده آفت‌کش‌ها در محصولات کشاورزی به عنوان یکی از برگزیدگان سی و هفتمین دوره کتاب سال ایران انتخاب شد.
برگزیدگان و شایستگان تقدیر سی و هفتمین دوره کتاب سال ۱۶ بهمن ۱۳۹۸ در مراسم واقع در تالار وحدت با حضور رئیس‌جمهور، حسن روحانی، معرفی شدند.

## جوایز
- کتاب برگزیده سال ۱۳۹۸[۷]

## کتاب سال
کتاب سال عنوان یک جایزه نیمه‌دولتی ایرانی است که هر ساله در بهمن ماه توسط خانه کتاب ایران با تأیید نهایی وزیر فرهنگ و ارشاد اسلامی به نویسندگان برگزیده و شایسته تقدیر در بخش‌های کلیات، فلسفه و روانشناسی، دین، علوم اجتماعی، زبان، علوم کاربردی، هنر، ادبیات و تاریخ و جغرافیا اعطا می‌شود.
پیش تر این جایزه تحت عنوان جایزه سلطنتی کتاب سال از سوی بنیاد پهلوی به کتاب‌های برگزیدهٔ اهدا می‌شد و تا نوروز ۱۳۵۷ ادامه داشت.